# Maratona di Praga
La maratona di Praga è una corsa su strada che si tiene nella capitale della Repubblica Ceca ogni anno dal 1995 ed è parte del circuito IAAF Gold Label Road Race.

## Albo d'oro

### Maschile
| Anno | Vincitore              | Nazione    | Tempo   |
| ---- | ---------------------- | ---------- | ------- |
| 2014 | Patrick Kipyegon Terer | Kenya      | 2:08:07 |
| 2013 | Nicholas Kemboi        | Qatar      | 2:08:51 |
| 2012 | Deressa Chimsa         | Etiopia    | 2:06:25 |
| 2011 | Benson Barus           | Kenya      | 2:07:07 |
| 2010 | Eliud Kiptanui         | Kenya      | 2:05:39 |
| 2009 | Patrick Ivuti          | Kenya      | 2:07:48 |
| 2008 | Ken Mburu Mungara      | Kenya      | 2:11:06 |
| 2007 | Hélder Ornelas         | Portogallo | 2:11:49 |
| 2006 | Shami Mubarak          | Qatar      | 2:11:11 |
| 2005 | Stephen Cheptot        | Kenya      | 2:10:42 |
| 2004 | Barnabas Koech         | Kenya      | 2:12:15 |
| 2003 | Willy Cheruiyot        | Kenya      | 2:11:56 |
| 2002 | Henry Tarus            | Kenya      | 2:11:41 |
| 2001 | Andrew Sambu           | Tanzania   | 2:10:14 |
| 2000 | Simon Chemoiywo        | Kenya      | 2:10:35 |
| 1999 | Eliud Kering           | Kenya      | 2:11:19 |
| 1998 | Elijah Lagat           | Kenya      | 2:08:52 |
| 1997 | John Kagwe             | Kenya      | 2:09:07 |
| 1996 | William Musyoki        | Kenya      | 2:12:21 |
| 1995 | Tumo Turbo             | Etiopia    | 2:12:44 |

### Femminile
| Data | Vincitrice         | Nazione     | Tempo   |
| ---- | ------------------ | ----------- | ------- |
| 2014 | Firehiwot Dado     | Etiopia     | 2:23:34 |
| 2013 | Caroline Rotich    | Kenya       | 2:27:00 |
| 2012 | Agnes Kiprop       | Kenya       | 2:25:41 |
| 2011 | Lydia Cheromei     | Kenya       | 2:22:34 |
| 2010 | Helena Kirop       | Kenya       | 2:25:29 |
| 2009 | Olga Glok          | Russia      | 2:28:27 |
| 2008 | Nailiya Yulamanova | Russia      | 2:31:43 |
| 2007 | Nailiya Yulamanova | Russia      | 2:33:10 |
| 2006 | Alina Ivanova      | Russia      | 2:29:20 |
| 2005 | Salina Kosgei      | Kenya       | 2:28:42 |
| 2004 | Leila Aman         | Etiopia     | 2:31:48 |
| 2003 | Anne Jelagat       | Kenya       | 2:31:10 |
| 2002 | Alevtina Ivanova   | Russia      | 2:32:24 |
| 2001 | Maura Viceconte    | Italia      | 2:26:33 |
| 2000 | Alina Ivanova      | Russia      | 2:27:42 |
| 1999 | Franca Fiacconi    | Italia      | 2:28:33 |
| 1998 | Elena Vinitskaya   | Bielorussia | 2:34:25 |
| 1997 | Elena Vinitskaya   | Bielorussia | 2:32:58 |
| 1996 | Elena Vinitskaya   | Bielorussia | 2:37:33 |
| 1995 | Svetlana Tkach     | Moldavia    | 2:39:33 |